# Calilena stylophora pomona
Calilena stylophora là một phân loài nhện trong họ Agelenidae.
Loài này thuộc chi Calilena. Calilena stylophora pomona được Ralph Vary Chamberlin & Wilton Ivie miêu tả năm 1941.